# Opmeer
Opmeer este o comună și o localitate în provincia Olanda de Nord, Țările de Jos. 

## Localități componente
Aartswoud, De Weere, Gouwe, Hoogwoud, Opmeer, Spanbroek, Wadway, Zandwerven.